# Пламен Панчев
Пламен Панчев Коцев е български поет, баскетболист и треньор по баскетбол.

## Биография и творчество
Пламен Панчев Коцев е роден на 31 август 1948 г. в Разград. Завършил е ВИХВП – Пловдив, инженер-технолог, а по-късно Националната спортна академия. Баскетболист, играл за „Академик“ Пловдив, „Ямбол“ и „Лудогорец“.   Треньор на мъжкия отбор на „Лудогорец“. Бивш треньор на националния юношески отбор. Майстор на спорта. Живее и твори в Разград. 
Автор е на десет стихосбирки: „Връхна нота“ (1987), „Все по-далеч от думата надежда“ (1994), „Тревожен хляб“ (1996), „Спиралата на спомена“ (1998), „Целувай ме, змия великолепна“ (2002) „Добро утро на залеза“ (2008), „Среднощен реверанс“ (2014)  „Сърдечен дрибъл“ (2018), "Еротика" (2020)  и "Додето дишаш, докъдето спреш" (2023). 
Превеждан на руски, английски, испански, сръбски, хърватски, турски, гръцки. Член на Съюза на българските писатели и на Славянска академия.

## Признание и награди
Носител е на български и международни литературни отличия, между които награда от националния конкурс за поезия на името на Пенчо Славейков, в София (2011), Специална награда от конкурса „Биньо Иванов“ (2013), Голямата награда от литературния конкурс „В полите на Витоша“ (2013) в София, златен медал „Михаил Лермонтов“ на Московската писателска организация (2014), награда от национален конкурс за поезия „Николай Лилиев“ (Стара Загора, 2015), удостоен от Управителния съвет на Съюза на българските писатели с почетна грамота и знак „Златен Пегас“ за високи постижения в областта на културата (2015), награда от националния конкурс „Христо Фотев“ (Бургас 2016), , . Национална награда за поезия „Иван Нивянин“ за цялостно творчество 2018. Награда на СБП „Георги Братанов“ 2019 София. Голямата награда от националния литературен конкурс „Никола Й. Вапцаров“ Варна 2019.
Община Разград удостоява Пламен Панчев със званието „Почетен гражданин на град Разград“ за неговото поетично творчество и неговите постижения в областта на спорта (2016).